# Tiff Needell
Timothy Richard „Tiff“ Needell (* 29. Oktober 1951 in Havant) ist ein englischer Automobilrennfahrer und Fernsehmoderator.

## Motorsportkarriere
Tiff Needell begann seine Motorsportkarriere in der Formel Ford und sicherte sich 1975 in der britischen 1600-cm³-Meisterschaft den Titel. 1976 musste er sich in der Meisterschaft der 2000-cm³-Fahrzeuge mit dem zweiten Gesamtrang zufriedengeben. Nach einem Jahr in der Formel 3 und ersten Formel-1-Versuchen in der Aurora-Serie bestritt Needell 1980 seinen einzigen Weltmeisterschaftslauf. Beim Großen Preis von Belgien in Zolder fuhr er einen Werks-Ensign N180, schied aber mit Motorschaden aus.
Nach einem Abstecher in die Japanische Formel-2-Meisterschaft wurde er in den 1980er- und 1990er-Jahren zu einem der Spitzenfahrer in der Gruppe C. Needell fuhr bei allen großen Sportwagenrennen wie den 24 Stunden von Le Mans, den 24 Stunden von Daytona und den 12 Stunden von Sebring.

## Fernsehkarriere
Nach dem Ende seiner Rennsportaktivitäten arbeitete Needell als Motorsportjournalist. Diesen Beruf übt er heute noch aus.
Needell ist hier besonders als einer der Moderatoren des BBC-Automagazins Top Gear bekannt, das er als Co-Moderator ab 1987 begleitete. Nach dem Absetzen der Sendung 2001 (2002 wurde Top Gear mit einem neuen Moderatoren-Team neuaufgesetzt) engagierte sich Needell bis 2019 bei einer neuen Sendung namens Fifth Gear, die als Konkurrenz zur heutigen Top Gear Sendung rangiert.
Die Highlights Needells in den Sendungen sind u. a. das Fahren der Supersportwagen McLaren F1, Mercedes SLR, Ferrari Enzo und Bugatti Veyron.

## Statistik

### Le-Mans-Ergebnisse
| Jahr | Team                      | Fahrzeug         | Teamkollege      | Teamkollege   | Platzierung | Ausfallgrund       |
| ---- | ------------------------- | ---------------- | ---------------- | ------------- | ----------- | ------------------ |
| 1981 | Ian Bracey                | Ibec P6          | Tony Trimmer     |               | Ausfall     | Zylinder überhitzt |
| 1982 | Nimrod Racing Automobiles | Nimrod NRA/C2    | Bob Evans        | Geoff Lees    | Ausfall     | Motorschaden       |
| 1983 | Emka Productions Ltd.     | EMKA C83/1       | Steve O’Rourke   | Nick Faure    | Rang 17     |                    |
| 1984 | Porsche Kremer Racing     | Porsche 956      | David Sutherland | Rusty French  | Rang 9      |                    |
| 1985 | Emka Productions Ltd.     | EMKA C84/1       | Steve O’Rourke   | Nick Faure    | Rang 11     |                    |
| 1987 | Toyota Team Tom’s         | Toyota 87C-L     | Masanori Sekiya  | Kaoru Hoshino | Ausfall     | Zylinder überhitzt |
| 1988 | Tom’s Team Toyota         | Toyota 88C       | Hitoshi Ogawa    | Paolo Barilla | Rang 24     |                    |
| 1989 | Richard Lloyd Racing      | Porsche 962C GTI | James Weaver     | Derek Bell    | Ausfall     | Wagenbrand         |
| 1990 | Alpa Racing Team          | Porsche 962C     | Anthony Reid     | David Sears   | Rang 3      |                    |
| 1991 | Porsche Kremer Racing     | Porsche 962CK    | Gregor Foitek    | Tomas Lopez   | Ausfall     | Unfall             |
| 1992 | ADA Engineering           | Porsche 962C GTI | Justin Bell      | Derek Bell    | Rang 12     |                    |
| 1995 | PC Automotive Jaguar      | Jaguar XJ220     | James Weaver     | Richard Piper | Ausfall     | Defekt             |
| 1996 | Newcastle United Lister   | Lister Storm GTL | Anthony Reid     | Geoff Lees    | Rang 19     |                    |
| 1997 | Newcastle United Lister   | Lister Storm GTL | George Fouché    | Geoff Lees    | Ausfall     | Unfall             |

### Einzelergebnisse in der Sportwagen-Weltmeisterschaft
| Saison | Team                                              | Rennwagen                         | 1   | 2   | 3   | 4   | 5   | 6   | 7   | 8   | 9   | 10  | 11  | 12  | 13  | 14  | 15  |
| ------ | ------------------------------------------------- | --------------------------------- | --- | --- | --- | --- | --- | --- | --- | --- | --- | --- | --- | --- | --- | --- | --- |
| 1981   | Ian Bracey                                        | Ibec P6                           | DAY | SEB | MUG | MON | RIV | SIL | NÜR | LEM | PER | DAY | WAT | SPA | MOS | ROA | BRH |
| 1981   | Ian Bracey                                        | Ibec P6                           |     |     |     |     |     | DNF |     | DNF |     |     |     |     |     |     |     |
| 1982   | Nimrod Racing                                     | Nimrod NRA/C2                     | MON | SIL | NÜR | LEM | SPA | MUG | FUJ | BRH |     |     |     |     |     |     |     |
| 1982   | Nimrod Racing                                     | Nimrod NRA/C2                     |     |     |     | DNF | DNF |     |     |     |     |     |     |     |     |     |     |
| 1983   | Canon Racing Emka Productions Dome Motorsport     | Porsche 956 EMKA C83/1 Dome RC83  | MON | SIL | NÜR | LEM | SPA | FUJ | KYA |     |     |     |     |     |     |     |     |
| 1983   | Canon Racing Emka Productions Dome Motorsport     | Porsche 956 EMKA C83/1 Dome RC83  | 6   | DNF |     | 17  |     | DNF |     |     |     |     |     |     |     |     |     |
| 1984   | Kremer Racing Team Ikuzawa                        | Porsche 956 Tom’s 84C             | MON | SIL | LEM | NÜR | BRH | MOS | SPA | IMO | FUJ | KYA | SAN |     |     |     |     |
| 1984   | Kremer Racing Team Ikuzawa                        | Porsche 956 Tom’s 84C             |     |     | 9   |     |     |     |     |     | DNF |     |     |     |     |     |     |
| 1985   | Emka Productions Cheetah Automobiles Team Ikuzawa | EMKA C84/1 Cheetah G604 Tom’s 85C | MUG | MON | SIL | LEM | HOK | MOS | SPA | BRH | FUJ | SEL |     |     |     |     |     |
| 1985   | Emka Productions Cheetah Automobiles Team Ikuzawa | EMKA C84/1 Cheetah G604 Tom’s 85C |     |     | DNF | 11  | DNF |     | DNF | DNF | 10  |     |     |     |     |     |     |
| 1986   | Kremer Racing Cosmic Racing                       | Porsche 962 March 84G             | MON | SIL | LEM | NÜN | BRH | JER | NÜR | SPA | FUJ |     |     |     |     |     |     |
| 1986   | Kremer Racing Cosmic Racing                       | Porsche 962 March 84G             |     | 3   |     |     | 9   | 9   |     | 18  | 18  |     |     |     |     |     |     |
| 1987   | Team Tom’s Ada Engineering                        | Toyota 87C-L ADA 02               | JAR | JER | MON | SIL | LEM | NÜN | BRH | NÜR | SPA | FUJ |     |     |     |     |     |
| 1987   | Team Tom’s Ada Engineering                        | Toyota 87C-L ADA 02               |     |     |     |     | DNF |     | DNF |     |     |     |     |     |     |     |     |
| 1988   | Lloyd Racing Team Tom’s Memorex Racing            | Porsche 962 Toyota 88C            | JER | JAR | MON | SIL | LEM | BRÜ | BRH | NÜR | SPA | FUJ | SAN |     |     |     |     |
| 1988   | Lloyd Racing Team Tom’s Memorex Racing            | Porsche 962 Toyota 88C            |     |     |     | DNF | 24  |     |     |     |     | DNF |     |     |     |     |     |
| 1989   | Lloyd Racing                                      | Porsche 962                       | SUZ | DIJ | JAR | BRH | NÜR | DON | SPA | MEX |     |     |     |     |     |     |     |
| 1989   | Lloyd Racing                                      | Porsche 962                       | 19  | 5   |     | DNF | 15  | 11  | DNF | 4   |     |     |     |     |     |     |     |
| 1990   | Equipe Almeras Joest Racing                       | Porsche 962                       | SUZ | MON | SIL | SPA | DIJ | NÜR | DON | MOT | MEX |     |     |     |     |     |     |
| 1990   | Equipe Almeras Joest Racing                       | Porsche 962                       | 8   | 8   | DNF | DNF |     |     |     |     |     |     |     |     |     |     |     |
| 1991   | Konrad Motorsport Kremer Racing                   | Porsche 962                       | SUZ | MON | SIL | LEM | NÜR | MAG | MEX | AUT |     |     |     |     |     |     |     |
| 1991   | Konrad Motorsport Kremer Racing                   | Porsche 962                       |     |     | DNF | DNF |     |     |     |     |     |     |     |     |     |     |     |
| 1992   | ADA Engineering                                   | Porsche 962                       | MON | SIL | LEM | DON | SUZ | MAG |     |     |     |     |     |     |     |     |     |
| 1992   | ADA Engineering                                   | Porsche 962                       | 12  |     |     |     |     |     |     |     |     |     |     |     |     |     |     |